# Le Prix de la vengeance (téléfilm)
Pour plus de détails, voir Fiche technique et Distribution.
Le Prix de la vengeance est un téléfilm de thriller dramatique américain réalisé par Dick Lowry et sorti en 1994.

## Fiche technique
- Titre original : In the Line of Duty: The Price of Vengeance
- Réalisation : Dick Lowry
- Scénario : Keith Ross Leckie
- Photographie : Daniel McKinny
- Montage : Daniel T. Cahn
- Musique : Mark Snow
- Costumes : Penny Fien
- Décors : Wendy Ozols-Barnes
- Casting : Junie Lowry-Johnson
- Producteur : Dick Lowry
  - Producteur délégué : Kenneth Kaufman et Tom Patchett
  - Coproduction : Ann Kindberg
- Sociétés de production : Patchett Kaufman Entertainment et World International Network
- Sociétés de distribution : NBC et M6
- Pays d'origine :  États-Unis
- Langue originale : anglais
- Format : couleur
- Genre : Thriller dramatique
- Durée : 96 minutes
- Dates de sortie : 
  - États-Unis : 23 janvier 1994

## Distribution
- Dean Stockwell : Jack Lowe
- Michael Gross : Tom Williams
- Brent Jennings : Johnnie Moore
- Bruce Young : Jamieson
- Brian Markinson : Tanner
- Tina Lifford : Jean
- Kathleen Robertson : Susan Williams
- David Harris (en) : Rick
- Shaun Baker
- Courtney Gains : Barlow
- Enrique Castillo
- Susanna Thompson
- Mary Kay Place : Norma Williams
- Sharon Lawrence
- Richard McGonagle
- Ron Taylor : Reddick
- Lin Shaye : Foreman
- Chris Ellis : le vendeur de journaux
- Mark Morales : l'officier de police